# HI-METAL
HI-METAL（ハイメタル）は、バンダイより発売されている塗装済み完成品アクションフィギュアである。1980年代の「HI-METAL」と、2010年代の「VF HI-METAL（ブイエフ ハイメタル）」および「HI-METAL R（ハイメタル アール）」という3シリーズが展開されている。

## 沿革
1980年代初頭のリアルロボットブーム下では、タカラのデュアルモデルやタカトクトイスの完全変形バルキリーのような、中学生以上のユーザーを意識したハイエンドトイが登場した。それらの商品には「メカ設定に則した構造」「堅牢かつ自由度の高い可動部」「複合素材」「高級感のあるパッケージ」といったセールスポイントがあった。
バンダイは1/144スケールのハイコンプリートモデル (HCM) と1/100スケールのHI-METALという2ラインを市場に投入した。HI-METALブランドのファーストアイテムは『重戦機エルガイム』の初代主役機エルガイム（パッケージに「PRODUCT OF POPY」表記あり）。続いて、倒産したタカトクトイスから取得した1/55完全変形バルキリーに劇場版仕様のスーパーパックを追加した4アイテムを発売した（生産はマツシロ）。なお、「ストライクバルキリー」「エリントシーカー」「スーパーオストリッチ」に関しては、デザイナーの河森正治に依頼してネーミングを決めてもらった。
1990年には『超時空要塞マクロス』再放送に合わせて旧タカトク版スーパーバルキリーをHI-METALとして再発売（頭部形状などを修正）。その後、2001年には新規金型による「マクロス20周年記念復刻版」、2008年には「オリジン・オブ・バルキリー」の名で販売した。
2009年、マクロスシリーズに登場する歴代の可変戦闘機をテーマにした1/100アクションフィギュアシリーズ「VF100's（ブイエフ・ハンドレッズ）」を発表し、VF-25の各バリエーションを展開。2010年には旧HI-METALシリーズになぞらえ「VF HI-METAL」へとリニューアルした。
2015年、新ブランド「HI-METAL R」が始動。Rには新しく創造する「Rebuild」「Reboot」「Revival」、歴史あるブランドに対する「Respect」という意味が込められている。今回はデストロイドやゼントラーディの戦闘ポッドのような、立体化の機会に恵まれないサブメカも商品化した。さらに、『太陽の牙ダグラム』『装甲騎兵ボトムズ』『戦闘メカ ザブングル』『重戦機エルガイム』『蒼き流星SPTレイズナー』『機甲戦記ドラグナー』など、1980年代のリアルロボットシリーズにも展開を広げている。『テクノポリス21C』のブレーダのAmazon.co.jp限定版には、1982年に劇場限定公開され、現在では視聴困難な映画本編のHDリマスター版ディスクが付属する。

## ラインナップ

### HI-METAL
重戦機エルガイム
- エルガイム（1984年9月）

超時空要塞マクロス 愛・おぼえていますか
- VF-1S ストライクバルキリー 一条輝機（1984年10月）
- VF-1A スーパーバルキリー 一条輝機（1985年1月）
- VT-1 スーパーオストリッチ（1985年4月）
- VE-1 エリントシーカー（1985年6月）

超時空要塞マクロス
- VF-1S スーパーバルキリー ロイ・フォッカー・スペシャル（1990年） - 旧タカトク版を改修・再パッケージ

### VF HI-METAL
マクロス7
- VF-19改 ファイヤーバルキリー（2010年1月23日） - 2012年11月10日に再発売。
- VF-19S ブレイザーバルキリー エメラルドフォース機（2010年7月17日）

超時空要塞マクロス
- VF-1J バルキリー 一条輝機（2010年6月26日）
- VF-1S ストライクバルキリー ロイ・フォッカー機（2010年11月20日）

### HI-METAL R
超時空要塞マクロス
- VF-1J アーマードバルキリー（2015年9月19日）
- VF-1S ストライクバルキリー 一条輝機（2015年11月28日）
- リガード（2016年2月27日）
- VF-1S ストライクバルキリー ロイ・フォッカー・スペシャル（2016年4月） - 魂ウェブ商店限定販売。
- VF-1S ストライクバルキリー ロイ・フォッカー・スペシャル【魂ネイション2015開催記念 魂STAGE付き】（2016年4月） - 魂ウェブ商店限定販売。
- グラージ（2016年5月27日）
- HWR-00-MKII デストロイド・モンスター（2016年7月29日）
- VF-1A バルキリー 標準量産機（2016年9月30日）
- VF-1J バルキリー 一条輝機（2016年10月15日）
- VF-1J スーパーバルキリー マクシミリアン・ジーナス機（2016年11月12日）
- VF-1J スーパーバルキリー ミリア・ファリーナ・ジーナス機（2017年3月） - 魂ウェブ商店限定販売。
- スーパーバルキリー用ミサイルエフェクトセット（2017年4月） - 魂ウェブ商店限定販売。
- MBR-07-MKII デストロイド・スパルタン（2017年5月20日）
- ADR-04-MKX デストロイド・ディフェンダー（2017年8月11日）
- VF-1S バルキリー マクロス35周年記念メッサーカラーVer.（2017年9月30日）
- リガードミサイルタイプセット（2017年12月） - 魂ウェブ商店限定販売。
- VE-1 エリントシーカー（2018年1月27日）
- VF-1A スーパーバルキリー 一条輝機（2018年4月21日）
- VT-1 スーパーオストリッチ（2018年8月11日）
- VF-4 ライトニングIII（2019年3月23日）
- VF-1D バルキリー（2019年4月20日）
- VF-4G ライトニングIII（2020年2月15日）
- VF-0S フェニックス ロイ・フォッカー機（2022年10月22日）
- VF-1S スーパーバルキリー 一条輝機（2023年2月18日）
- VF-1J アーマードバルキリー 一条輝機 リバイバルVer.（2023年5月20日）
- VF-1A バルキリー 柿崎速雄機（2023年10月） - 魂ウェブ商店限定販売。
- VF-1A バルキリー マクシミリアン・ジーナス機（2023年11月） - 魂ウェブ商店限定販売。

超時空要塞マクロスII -LOVERS AGAIN-
- VF-2SS バルキリーII +SAP シルビー・ジーナ機（2017年11月23日）
- VF-2SS バルキリーII +SAP ネックス・ギルバート機（2018年11月10日）
- VF-2SS バルキリーII +SAP (シルビー・ジーナ機) -Lovers Again-（2025年6月21日）

太陽の牙ダグラム
- ダグラム（2017年2月11日）
- ソルティック H8 ラウンドフェイサー（2017年11月） - 魂ウェブ商店限定販売。
- ソルティックH8RF ラウンドフェイサー コーチマSpl.（2019年7月） - 魂ウェブ商店限定販売。
- ダグラム & インステッド 40th Anniv.（2022年2月）- 魂ウェブ商店限定販売。
- ソルティック H8 ラウンドフェイサー & インステッド 40th Anniv.（2022年4月）- 魂ウェブ商店限定販売。
- ダグラム リアルタイプカラー 40th Anniv.（2023年2月）- 魂ウェブ商店限定販売。
- ダグラム(サンライズスピリッツ)（2024年8月23日） - サンライズワールドTOKYO、魂ネイションストア限定販売

戦闘メカ ザブングル
- ザブングル（2017年7月29日）
- ガバメントタイプ ティンプ機（2017年12月16日）
- ブラッカリィ（2018年7月28日）
- ウォーカーギャリア（2019年2月23日）
- ザブングル 40th Anniv.（2022年10月）- 魂ウェブ商店限定販売。
- ウォーカーギャリア(サンライズスピリッツ)（2024年7月19日） - サンライズワールドTOKYO、魂ネイションストア限定販売
- ザブングル(サンライズスピリッツ)（2025年5月23日） - サンライズワールドTOKYO、魂ネイションストア限定販売

テクノポリス21C
- テクロイド ブレーダー（2018年5月26日）

重戦機エルガイム
- バッシュ（2020年6月20日）
- エルガイム（2020年8月22日）
- エルガイム(サンライズスピリッツ)（2024年1月20日） - サンライズワールドTOKYO、魂ネイションストア限定販売
- エルガイム Mk-II（2025年3月） - 魂ウェブ商店限定販売

蒼き流星SPTレイズナー
- 魂SPEC×HI-METAL R ニューレイズナー(2020年9月)　- 魂ウェブ商店限定販売
- 魂SPEC×HI-METAL R ザカール(2020年10月)　- 魂ウェブ商店限定販売

機甲戦記ドラグナー
- ドラグナー1カスタム（2021年5月29日）
- ドラグナー3（2021年11月）- 魂ウェブ商店限定販売
- ドラグナー2カスタム（2022年1月）- 魂ウェブ商店限定販売

マクロスゼロ
- VF-0S フェニックス ジーニアスブルーVer.（2023年4月） - TAMASHII NATIONS WORLD TOUR - TAMASHII NATIONS 15th ANNIVERSARY限定販売
- VF-0D フェニックス 工藤シン機（2023年8月11日）
- VF-0A フェニックス(工藤シン機)+QF-2200D-B ゴースト（2024年5月25日）
- VF-0S フェニックス(ロイ・フォッカー機)+QF-2200D-B ゴースト（2026年1月予定）

超時空世紀オーガス
- オーガス（2023年7月15日）

装甲騎兵ボトムズ
- スコープドッグ レッドショルダーカスタム（2024年3月23日）
- スコープドッグ ターボカスタム（1次：2024年10月、2次：2024年11月） - 魂ウェブ商店限定販売
- スコープドッグ（宇宙戦仕様）（2025年4月） - 魂ウェブ商店限定販売
- ブラッドサッカー（2025年7月） - 魂ウェブ商店限定販売
- ファッティー（2025年12月予定） - 魂ウェブ商店限定販売
- スコープドッグ（2026年2月予定）

マクロス7
- VF-19改 ファイヤーバルキリー（2024年8月10日）
- VF-19改 ファイヤーバルキリー対応 サウンドエフェクトブースター（2025年2月） - 魂ウェブ商店限定販売
- VF-19P エクスカリバー (惑星ゾラ パトロール隊仕様) （2025年9月予定） - 魂ウェブ商店限定販売

超時空要塞マクロス Flash Back 2012
- VF-4 ライトニングⅢ -Flash Back 2012-（2024年10月19日）

## 関連書籍
- HI-METAL R 2015-2022 〈ホビージャパンMOOK 1198〉、ホビージャパン刊、2022年6月、ISBN 9784798628608